# Karl Wilhelm Schlegel

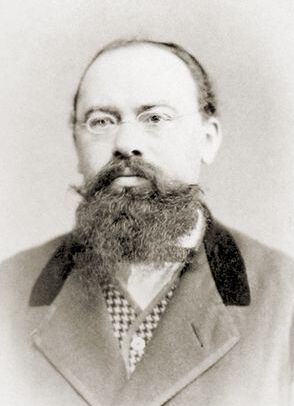
Karl Wilhelm Schlegel

Karl Wilhelm Schlegel (* 18. November 1828 in Schaan; † 24. September 1900 in Vaduz) war ein liechtensteinischer Arzt, Landtagsabgeordneter, Landtagsvizepräsident und Landtagspräsident.

## Biografie
Schlegel wurde als Sohn des Arztes Hannibal Schlegel und dessen Frau Josefa in Schaan geboren. Als er eineinhalb Jahre war, zog seine Familie aufgrund eines Ärztemangels im Schweizer Kanton Graubünden ins Prättigau. Er besuchte die Schule in Klosters. 1838 zog die Familie wieder nach Liechtenstein zurück und wohnte erst in Vaduz und schliesslich wieder in Schaan. 1847 immatrikulierte sich Schlegel für das Fach Medizin an der Albert-Ludwigs-Universität Freiburg, von wo er 1850 nach Wien wechselte. Im Jahr 1853  wurde er an der Universität Freiburg zum Doktor der Medizin promoviert und erhielt im selben Jahr eine Konzession als Arzt in Liechtenstein. 1872 wurde er zum liechtensteinischen Landesphysikus ernannt. Nach dem Inkrafttreten der neuen Verfassung im Jahre 1863 wurde Schlegel stellvertretender Landtagsabgeordneter. 1868 wurde er zum Abgeordneten ernannt. In den Jahren 1871 bis 1876, 1878 bis 1881 und 1886 bis 1889 war er Landtagspräsident. Von 1861 bis 1889 und 1890/91 war er Landtagsvizepräsident. Abgeordneter blieb er bis zu seinem Tode.